# Cornaro
Cornaro är en gammal venetiansk adlig släkt.
Släkten räknar bland sina medlemmar flera av Republiken Venedigs doger (Marco Cornaro 1365-1367, Francesco Cornaro 1656, Giovanni I Cornaro 1624-29, Giovanni II Cornaro 1709-22). Giovanni I:s son, Federico Cornaro, blev kardinal. 
Släktens främsta medlem torde dock vara Caterina Cornaro (1454-1510) som 1468 trolovades med kung Jakob II av Cypern, den siste ättlingen av huset Lusignan, och då blev förklarad för republiken Venedigs dotter. Caterina Cornaro hämtades till Kungadömet Cypern och vigdes med kung Jakob först 1472; hennes gemål avled redan 1473 och följdes året därpå i graven av deras postume son Jakob III. Hon hölls därefter av venetianska regeringens ombud på ön, vilka fruktade nya pretendenter till hennes hand och Cyperns krona, i ett slags fångenskap samt fördes 1489 till Venedig där hon i förläning erhöll furstendömet Asolo. Där förde hon sedan i sällskap med skalder och vetenskapsmän ett angenämt och fridfullt liv, förevigat av hennes vän, skalden Pietro Bembo, i Gli asolani. Hon avled 1510. 
En annan berömd kvinna inom ätten var Lucrezia Elena Cornaro Piscopia (1646-1684) som erhöll som första kvinna någonsin doktorsdiplom av den filosofiska fakulteten vid universitetet i Padova (1678) och kallades till medlem av många lärda sällskap i skilda länder. Hennes skrifter, utgivna 1688 består huvudsakligen av lovtal och dikter. 
Till släkten Cornaro hörde även Luigi Cornaro (född 1467) vilken trots utsvävande vanor i ungdomen genom ytterligt noggrann diet lyckades uppnå 104 års ålder. Sin levnadskonst beskrev han i det vitt spridda arbetet Discorsi della vita sobria (1558; svensk översättning "Afhandling om en tarflig lefnads förmåner", 1783).